# Kanadas Grand Prix 1972
Kanadas Grand Prix 1972 var det elfte av tolv lopp ingående i formel 1-VM 1972.  

## Resultat
1. Jackie Stewart, Tyrrell-Ford, 9 poäng
2. Peter Revson, McLaren-Ford, 6
3. Denny Hulme, McLaren-Ford, 4
4. Carlos Reutemann, Brabham-Ford, 3
5. Clay Regazzoni, Ferrari, 2
6. Chris Amon, Matra, 1
7. Tim Schenken, Surtees-Ford
8. Graham Hill, Brabham-Ford
9. Carlos Pace, Williams (March-Ford) (varv 78, bränslebrist)
10. Howden Ganley, BRM
11. Emerson Fittipaldi, Lotus-Ford
12. Jacky Ickx, Ferrari
13. Henri Pescarolo, Williams (March-Ford)

### Förare som bröt loppet
- Reine Wisell, Lotus-Ford (varv, 65, motor)
- Mike Beuttler, March-Ford (59, för få varv)
- François Cévert, Tyrrell-Ford (51, växellåda)
- Peter Gethin, BRM (25, upphängning)
- Skip Barber, Gene Mason Racing (March-Ford) (24, för få varv)
- Jean-Pierre Beltoise, BRM (21, oljeläcka)
- Bill Brack, BRM (20, snurrade av)
- Wilson Fittipaldi, Brabham-Ford (5, växellåda)
- Andrea de Adamich, Surtees-Ford (2, växellåda)

### Förare som diskvalificerades
- Niki Lauda, March-Ford (varv 54, tog emot extern hjälp)
- Ronnie Peterson, March-Ford (51, tog emot extern hjälp)

### Förare som ej startade
- Derek Bell, Tecno (olycka)